# Upeneus
Upeneus là một chi cá trong họ cá phèn (cá thèn) thuộc bộ cá vược, chúng là chi bản địa của Đại Tây Dương, Ấn Độ Dương và Thái Bình Dương.

## Các loài
Hiện hành chi này gồm 36 loài sau đây:
- Chi Upeneus
  - Upeneus arge Jordan & Evermann, 1903: Cá phèn đuôi dải
  - Upeneus asymmetricus Lachner, 1954: Cá phèn bất xứng
  - Upeneus australiae Kim & Nakaya, 2002.
  - Upeneus crosnieri Fourmanoir & Guézé, 1967.
  - Upeneus davidaromi Golani, 2001.
  - Upeneus doriae (Günther, 1869): Cá phèn mạ vàng
  - Upeneus filifer (Ogilby, 1910).
  - Upeneus francisi Randall & Guézé, 1992.
  - Upeneus guttatus (Day, 1868).
  - Upeneus japonicus (Houttuyn, 1782): Cá phèn Bensasi
  - Upeneus luzonius Jordan & Seale, 1907: Cá phèn sọc sẫm
  - Upeneus mascareinsis Fourmanoir & Guézé, 1967.
  - Upeneus moluccensis (Bleeker, 1855): Cá phèn một sọc hay cá phèn sọc vàng
  - Upeneus mouthami Randall & Kulbicki, 2006.[2]
  - Upeneus parvus Poey, 1852: Cá phèn lùn
  - Upeneus pori Ben-Tuvia & Golani, 1989: Cá phèn Por
  - Upeneus quadrilineatus Cheng & Wang, 1963.
  - Upeneus subvittatus (Temminck & Schlegel, 1843).
  - Upeneus sulphureus Cuvier, 1829: Cá phèn hai sọc
  - Upeneus sundaicus (Bleeker, 1855): Cá phèn sọc nâu vàng nhạt
  - Upeneus taeniopterus Cuvier, 1829: Cá phèn vây sọc
  - Upeneus tragula Richardson, 1846: Cá phèn tàn nhang
  - Upeneus vittatus (Forsskål, 1775): Cá phèn sọc vàng
  - Upeneus xanthogrammus Gilbert, 1892.